# جیلن برانسن
جیلن برانسن (انگلیسی: Jalen Brunson؛ زادهٔ ۳۱ اوت ۱۹۹۶) بازیکن بسکتبال آمریکایی است که برای تیم نیویورک نیکس در اتحادیه ملی بسکتبال (NBA) بازی می‌کند. او در مراسم درفت سال ۲۰۱۸ با انتخاب سی‌وسوم کلی توسط تیم دالاس ماوریکس انتخاب شد و چهار فصل اول خود را با این تیم گذراند. او در دانشگاه ویلانوا بازی کرد و در سال سوم تحصیلی خود عنوان بهترین بازیکن سال کشور را کسب کرد و دو قهرمانی ملی نیر به دست آورد.
از باشگاه‌هایی که در آن بازی کرده است می‌توان به نیویورک نیکس و دالاس ماوریکس اشاره کرد.
وی در مسابقات کشوری و بین‌المللی در مجموع برندهٔ ۲ مدال طلا شده است.